# Krucjata Billy’ego Sundaya w Syracuse (1915)

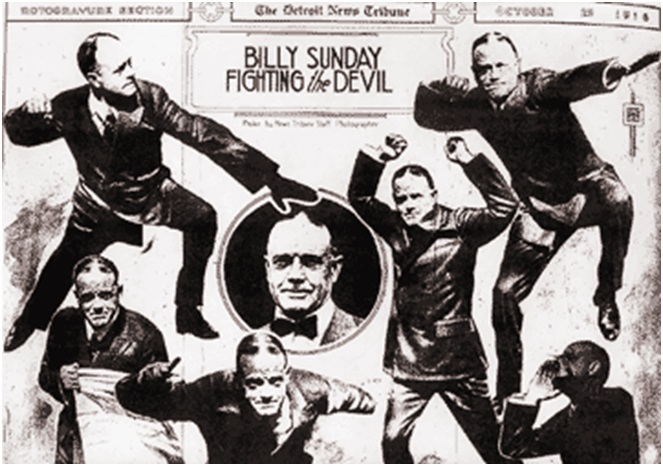
Sunday głosi

Krucjata Billy’ego Sundaya w Syracuse (1915) – 193 kampania ewangelizacyjna Billy’ego Sundaya przeprowadzona w Syracuse od 31 października do 19 grudnia 1915 roku. Uczestniczyło w niej ponad 50 protestanckich kościołów, przybyło 911 tysięcy osób.

## Przygotowania
W 1912 roku komitet protestanckich kościołów w Syracuse poprosił Billy’ego Sundaya, by zorganizował krucjatę w ich mieście. Sunday postawił kilka warunków, zażądał by zbudowano dlań „tabernacle” (tj. obiekt na czas trwania krucjaty), a wszystkie kościoły były zamknięte w niedzielę podczas trwania krucjaty. W ciągu dwóch lat kościoły zgromadziły około 20 tysięcy dolarów na budowę „tabernacle” i pieniądze te zostały przekazane dla Sundaya. Latem 1915 przybyli ludzie od Sundaya i rozpoczęli budowę obiektu. 1 września przybył do miasta agent Sundaya, który przygotowywał miasto do krucjaty. Od rana do wieczora odwiedzał kościoły, kluby, spotkania towarzyskie, wszędzie gdziekolwiek mógł znaleźć słuchacza. Podzielił miasto na dystrykty i w każdym z nich zorganizował grupę modlitewną. Każdy dystrykt liczył po 40 domów. 24 października zorganizował w mieście paradę, która zakończyła się przy „tabernacle”.
Zanim Sunday przybył do miasta, lokalna prasa informowała o nim, zamieszczano fotografie Sundaya w każdej możliwej pozycji, z wyjątkiem „stania na głowie”.

## Przebieg krucjaty
Sunday przybył 31 października. Poszczególne spotkania były przeznaczone dla jakiejś grupy społecznej i część miejsc była zarezerwowana. Jednego wieczoru spotkanie było przeznaczone dla ludzi związanych z Uniwersytetem, innego wieczoru dla murarzy i 1400 miejsc było zarezerwowanych specjalnie dla nich. Niektóre wieczory były przeznaczone dla okolicznych miasteczek: Auburn, Oswego, Cortland, Rochester, Watertown. Mieli oni zapewnione specjalne pociągi, które przywoziły z tych miejscowości. Betts ocenił, że krucjata obejmowała swoim zasięgiem obszar większy niż 100 mil kwadratowych.
Podczas krucjaty w jednej z gazet napisano, że Sunday popiera segregację rasową. Tego samego dnia Sunday po wejściu na platformę rozpoczął od wyłożenia swoich poglądów na temat segregacji i nazwał kłamcą każdego, kto twierdzi, iż kiedykolwiek wspierał segregację.
Każdego dnia przychodziło 12–14 tysięcy osób. Przybyło na nią łącznie 911 tysięcy osób. Nawróciło się 21 200 osób, Sunday otrzymał 24 124 dolarów ofiar miłości. Według Bettsa Sunday otrzymał 23 155 dolarów. W krucjacie uczestniczyło ponad 50 kościołów Syracuse.

## Oceny
Frederick William Betts (1858–1932), duchowny przy pierwszym kościele Uniwersytetu w Syracuse, był jednym z uczestników krucjaty i opisał ją w swej książce „Billy Sunday, the Man and Method”, w której dokonał krytycznej oceny Sundaya i jego metod. Zarzucił Sundayowi egotyzm i uznał, że Sunday może być największym grzesznikiem. Nawróconych określał mianem „trail hitters”. Ocenił, że sukces Sundaya w dużym stopniu jest wynikiem oprawy muzycznej. Przeciętny laik nie spotka w swoim kościele takiego chóru i takiej muzyki jak u Sundaya. Betts przyznał, że Sunday zjednoczył na krótko ponad pięćdziesiąt rywalizujących ze sobą protestanckich kościołów w Syracuse, że kościoły te nigdy przedtem nie współpracowały ze sobą w takim stopniu.
Zdaniem Betts'a, Sunday jest produktem surowego rewiwalizmu i nawraca ludzi w ten sam sposób, w jaki on sam został nawrócony. Ten typ przebudzenia był głównym źródłem wzrostu dla większości protestanckich kościołów i zaginął wszędzie z wyjątkiem południowych Stanów. Gdy przebudzenie skończyło się kościoły znalazły się w beznadziejnej sytuacji i nie potrafiły wypracować nowego systemu w jego miejsce. Liczebność kościołów malała, kościoły desperacko wołały o pomoc. W tej sytuacji pojawił się Billy Sunday, który ożywił je na nowo. Betts sądził, że Sunday jest ostatnim wysiłkiem dla ożywienia obumarłej metody wzrostu członkostwa.